# 高弼
高弼（1435年—？），字良佐，山東東昌府高唐州武城縣(今河北省故城县军屯镇高行杖村)人，明朝政治人物。進士出身。

## 生平
山東鄉試第五十六名。成化二年（1466年）丙戌科會試第三百二名，殿試登進士第二甲第九十六名。

## 家族
曾祖高得新。祖父高有才。父亲高育，曾任縣主簿。